# Anisogammaridae
Anisogammaridae es una familia de anfípodos.

## Géneros
- Anisogammarus Derzhavin, 1927
- Barrowgammarus Bousfield, 1979
- Carineogammarus Bousfield, 1979
- Eogammarus Birstein, 1933
- Eurypodogammarus Hou, Morino & Li, 2005
- Fuxiana Sket, 2000
- Fuxigammarus Sket & Fišer, 2009
- Jesogammarus Bousfield, 1979
- Locustogammarus Bousfield, 1979
- Ramellogammarus Bousfield, 1979
- Spasskogammarus Bousfield, 1979
- Spinulogammarus Tzvetkova, 1972